# Celadón

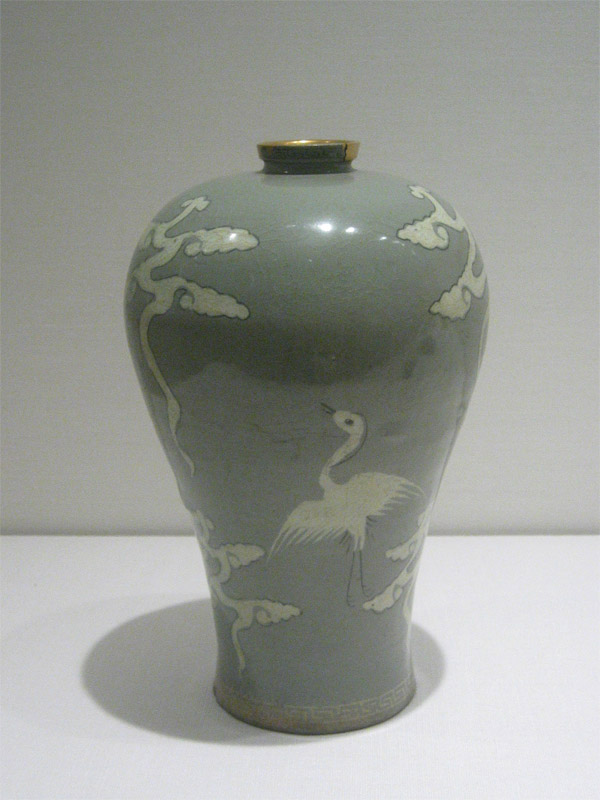
Jarrón con la técnica del celadón coreano del período Goryeo, con decoración de grullas.

Celadón se refiere tanto a un color de esmalte como a un tipo de cerámica propio de China (en chino: qingci 青瓷, literalmente «porcelana verde») y en el Extremo Oriente.
Las cerámicas celadón de Corea del período Goryeo (918-1392) utilizaban este esmalte translúcido verde o azul-gris. Hay, sin embargo, celadón primitivo en China, donde se inventó el proceso en la región de Yue, en la cuenca del río Yangtsé. El celadón es muy popular en Asia, ya que permite obtener el color del jade, la piedra sagrada.

## Origen de la palabra
La palabra «celadón» proviene del griego: κελάδων, propiamente la «resonancia», del nombre de un guerrero en Las metamorfosis de Ovidio, 5, 144 ds TLL s.v.
El celadón debe su nombre a un pastor, Celadón, personaje de una novela pastoril de 1610, La Astrea de Honoré d'Urfé, personaje que llevaba cintas verde pálido y debido a esto se dio nombre al color como celadón. La novela fue escrita en una época en la que los productos «qingci» de los talleres chinos de Longquan tenían gran popularidad en Francia: el color de la porcelana china se comparó con la ropa de Celadón y esta asociación se ha mantenido incluso en otros idiomas. En la Real Academia Española, no existe la palabra celadón, pero sí la que hace acepción al color verdeceladón o verdeceledón. El diccionario de María Moliner, por otro lado sí que recoge tanto celadón como celedón.

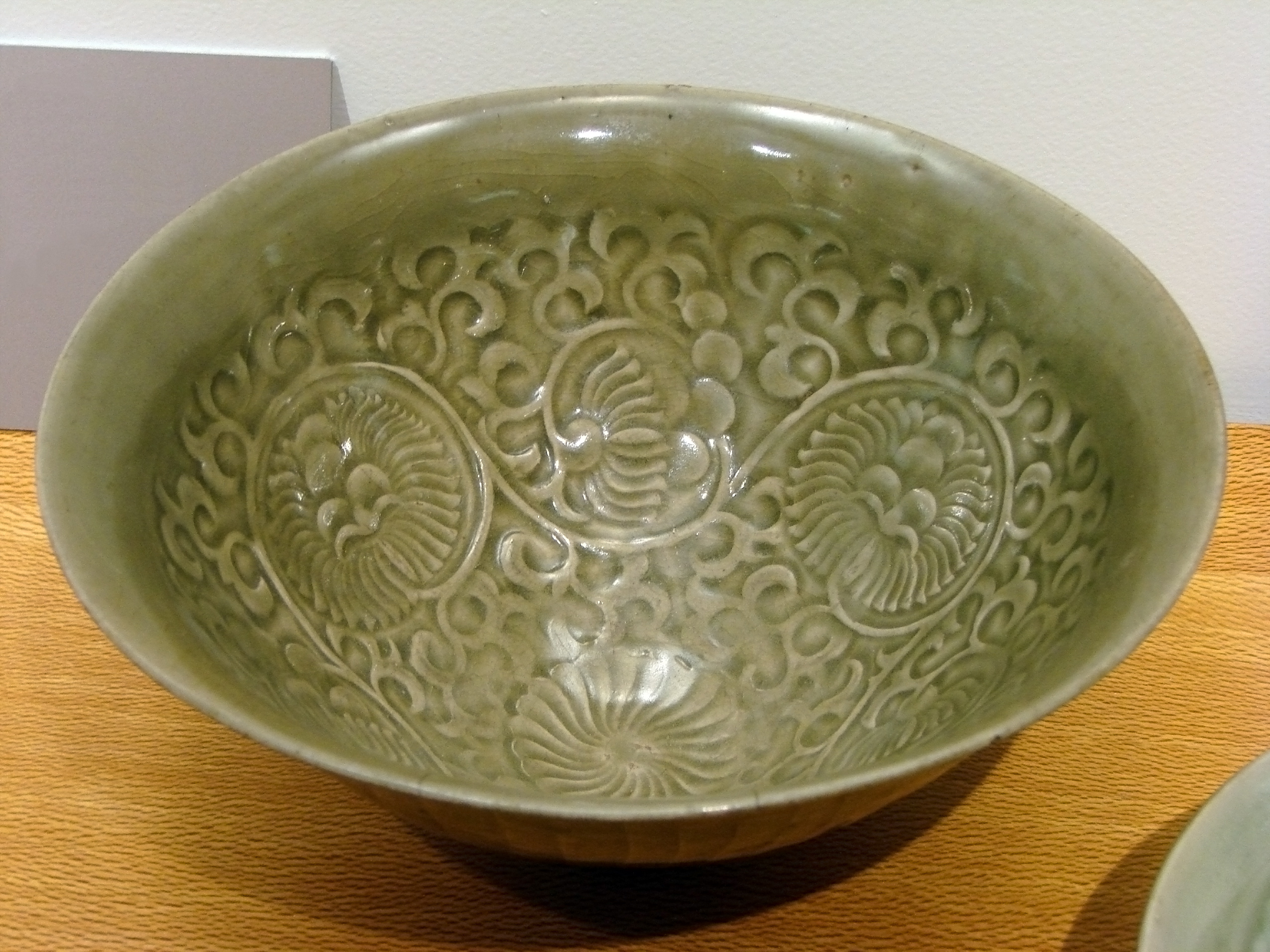
Bol chino con decoración incisa.Dinastía Song del Norte -.

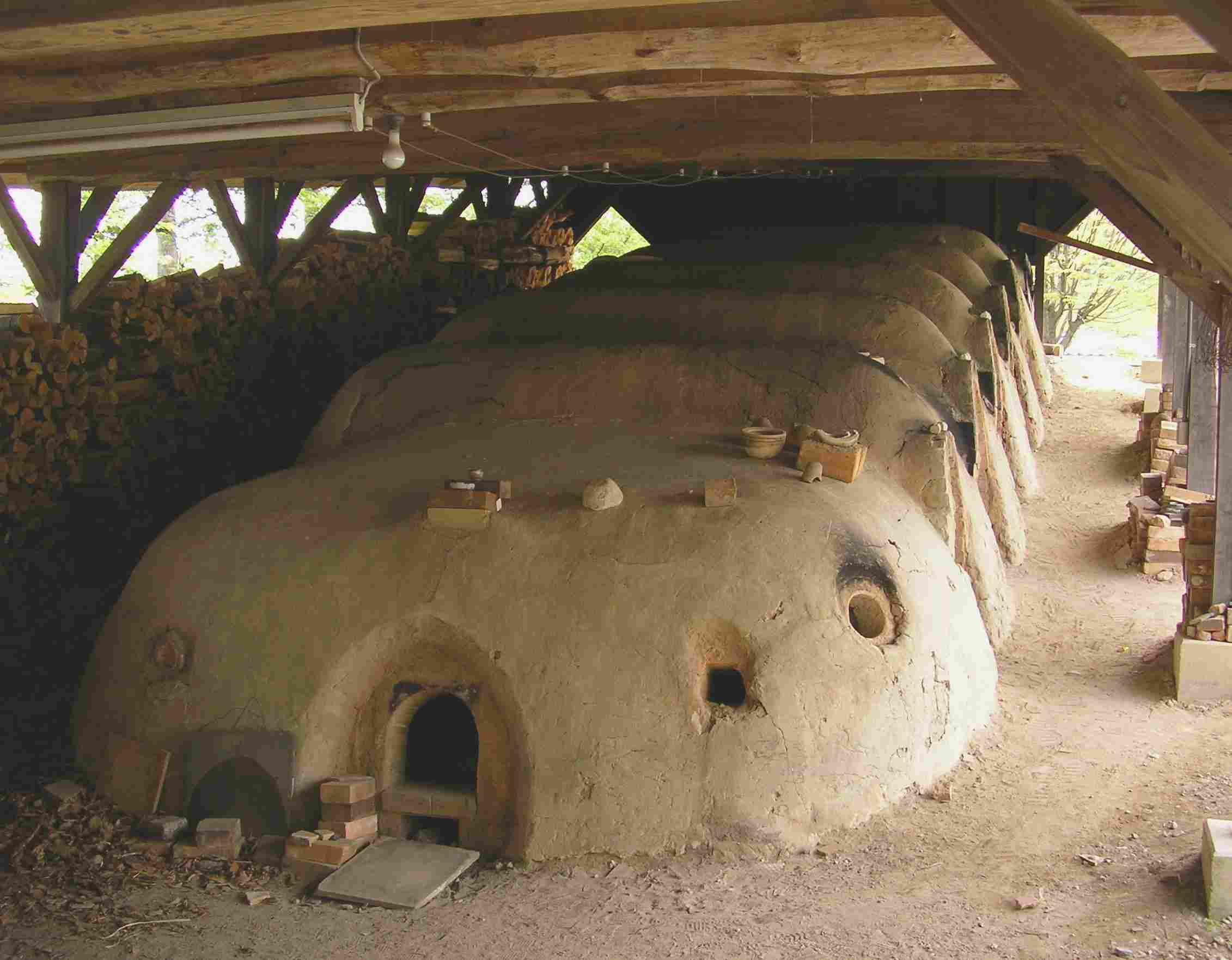
«Horno dragón» japonés.

## Historia
El celadón fue inventado por los alfareros chinos de la región de Yue en el siglo II, pero ya en torno al 1250 a. C., las cocciones de algunos alfareros chinos pudieron llegar a 1200 °C. Esta temperatura permite obtener un material vítreo, cuando las cenizas calientes de madera o de vegetales (paja de arroz) caen sobre las superficies de las piezas, dejando una capa impermeable, transparente y brillante. Son estas cualidades, junto con el perfeccionamiento del torno, que se había hecho más rápido y la selección de las materias, las que metódicamente explotadas por los ingeniosos artesanos chinos, permitió poco a poco obtener colores que variaban desde el marrón al amarillo verdoso.

### Orígenes

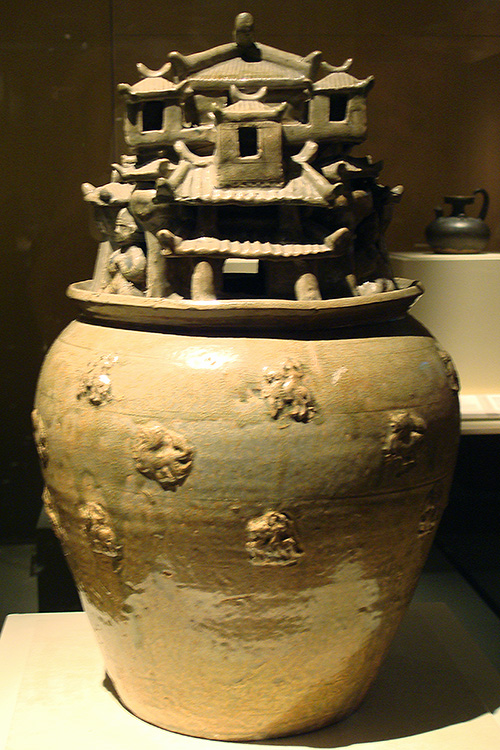
Vasija con el primitivo color ocre, encontrada en la provincia de Zhejiang, para las «residencias de las almas de los muertos»

Desde el siglo XI a. C. se fabrican jarras y vasijas, cuyos diseños están cercanos a los bronces rituales para acompañar a los muertos en sus tumbas. Estas arcillas arcaicas de color ligeramente ocre, muestran numerosas rayas vitrificadas. Esta novedosa técnica se perfeccionó por los artesanos de la provincia de Zhejiang.
En varias ocasiones, el recubrimiento fue creado con la ceniza de la madera seca, o con una mezcla de arcilla y ceniza húmeda rociada a través de un tamiz. Más tarde, una mezcla de cenizas y de arcilla líquida se extendía con la ayuda de un pincel. La experiencia de los alfareros les permitió darse cuenta de que los hornos alargados eran los más efectivos. Construidos en una colina, con ladrillos de arcilla refractaria, recibieron el nombre de «horno dragón».
En el siglo VIII, el recubrimiento era perfecto, y los alfareros de Yue eran particularmente conocidos por su producción de cuencos para té, cuyos colores coincidían con los de la bebida favorita de los intelectuales chinos, quienes los compararon con «nubes verdes capturadas en un torbellino de hielo». Gracias a estos personajes intelectuales, su producción penetró en la corte imperial.
La porcelana coreana de celadón, aparece en el siglo X, cerca de Inchon. Desde el año 1000, gracias a la influencia de China y a una larga investigación, la porcelana coreana alcanzó un alto grado de sofisticación. Sus colores azulados la distinguen del celadón chino. Las otras producciones cerámicas van decayendo y esta técnica prevalece sobre todas las demás.

### La edad de oro del celadón

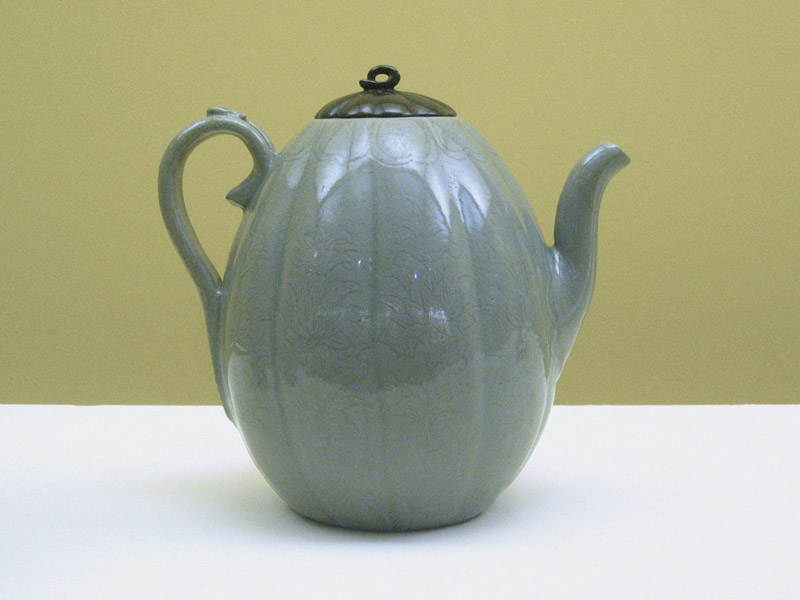
Celadón de Corea.

En el 1050, la técnica de fabricación llegó a su perfección y permitió producir grandes series de objetos de formas puras y con un esmalte profundo y libre de craquelados. Las decoraciones estaban incisas en la arcilla y eran abstractas (arabescos), también utilizaban motivos florales o de animales (fénix), lo que refleja la influencia de los Kitán.

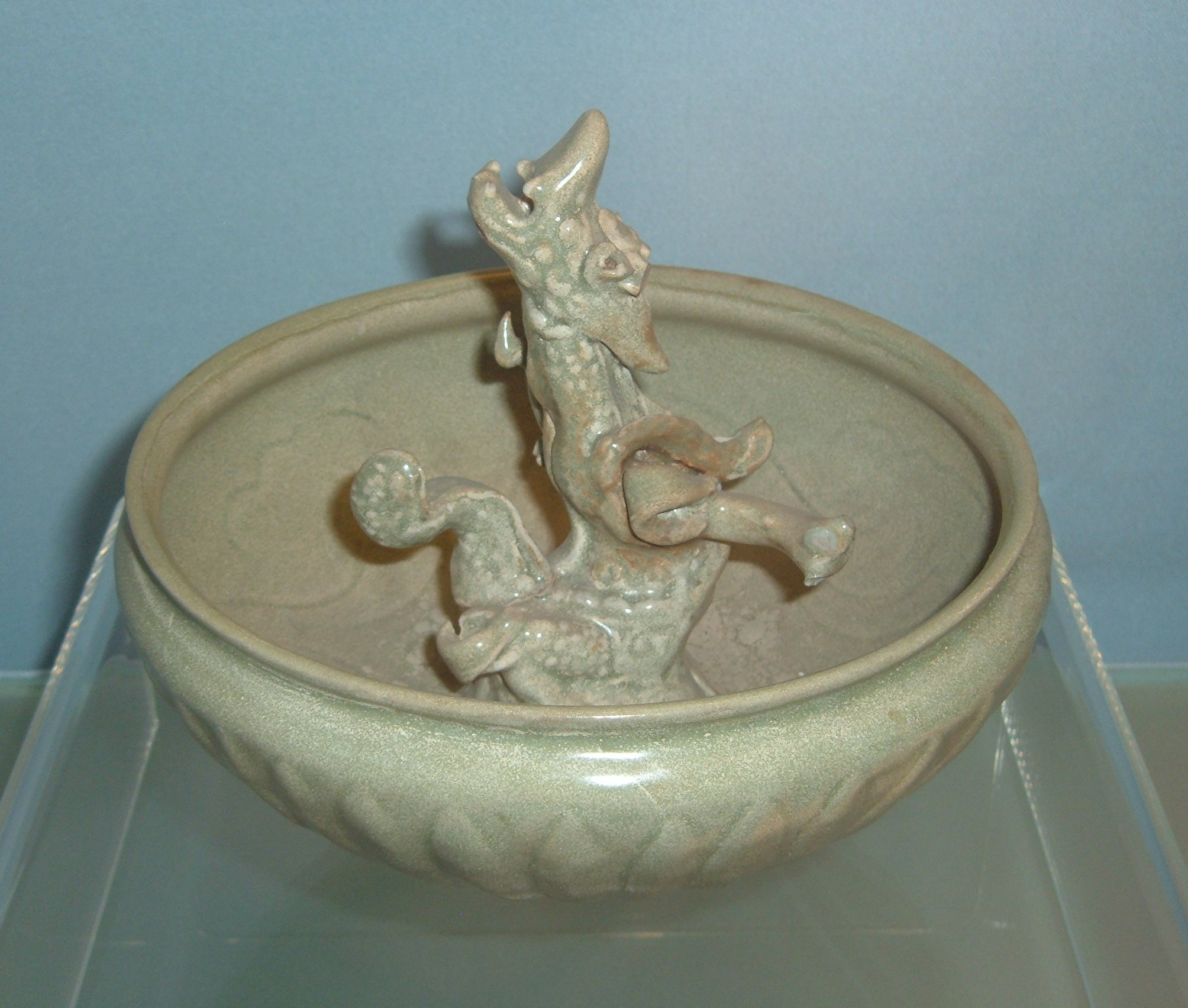
Bol de celadón diseñado con un dragón, perteneciente a la época de la dinastía Yuan(1279-1368).

La edad de oro del celadón se extendió del siglo XI hasta el siglo XIV en China durante la dinastía Song y Yuan. Las piezas se fabricaron más para el disfrute de su contemplación que para su utilización, el color era desde el verde pálido hasta el plateado, casi transparente. Los artesanos chinos reprodujeron los bronces antiguos, por lo que abandonaron el color ocre por un verde cremoso que magnifica sus obras maestras, es el famoso color ahora asociado con el nombre celadón.
En el año 1150, aparece el celadón con incrustaciones. Esta técnica inventada en Corea permite decorar jarrones con nuevos motivos realistas; nubes o grullas; los pequeños objetos (cajas de frascos de perfume o para ungüentos) están decorados con flores. El celadón es cada vez más utilizado, y los palacios reales se cubren de azulejos celadón. Los celadón rojos se inventaron en ese momento y fueron los más populares en China. Influidos por sus compañeros ceramistas chinos, los coreanos llegaron a un punto culminante en su arte. Tanto es así, que las importaciones de cerámica china cesaron por completo en esta época.
La técnica de decoración, hacia el siglo XII, comenzó a declinar con las invasiones de los mongoles (después de 1231). A finales del siglo XIII, los motivos de ornamentación se vuelven menos variados y más bastos. Poco a poco, los ceramistas coreanos olvidan las técnicas de fabricación del celadón. El celadón azul-verdoso no se produjo desde el siglo XIV al XX.
Durante la dinastía Joseon los alfareros aún produjeron el celadón, pero no son tan brillantes y de color azul o gris, están realizados sin brillo y azul-verdoso, y los motivos decorativos fueron pobres e incluso austeros, a veces, simplemente aplicados con la ayuda de un sello.

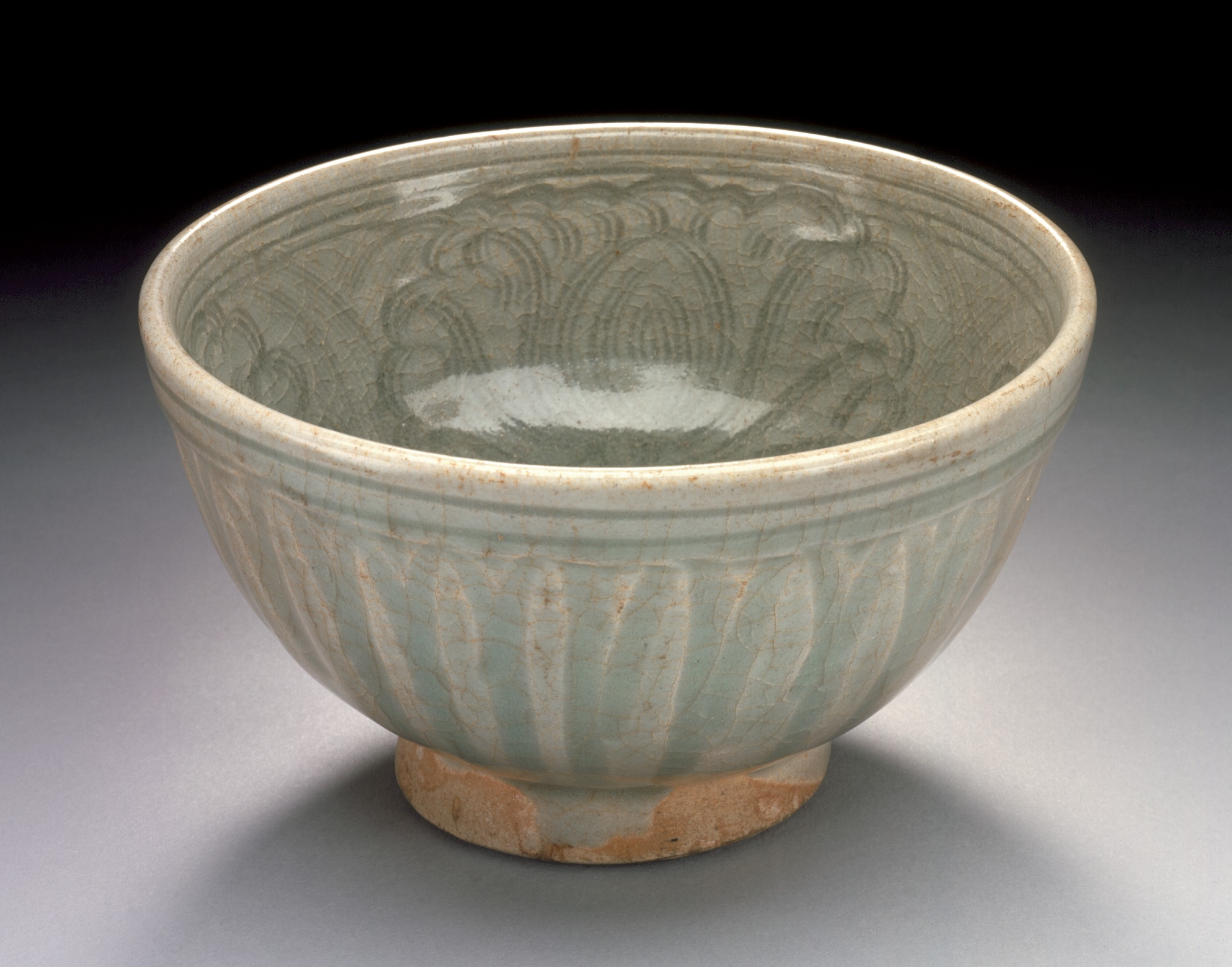
Cuenco tailandés con diseños incisos de peonía, Sri Satchanalai,.

La cerámica tailandesa tiene su propia tradición de producción de celadón. La cerámica medieval tailandesa estuvo inicialmente influenciada por el celadón chino, pero luego desarrollaron su propia técnica y estilo. Uno de los hornos más famosos durante el reino de Sujotai estaba en S(r)i Satchanalai, alrededor de los distritos de Si Satchanalai y Sawanjalok en la provincia de Sujotai, en el centro-norte de Tailandia. La producción comenzó en el siglo XIII y continuó hasta el siglo XVI. Artísticamente, alcanzó su cúspide en el siglo XIV.

## Técnica y decoración

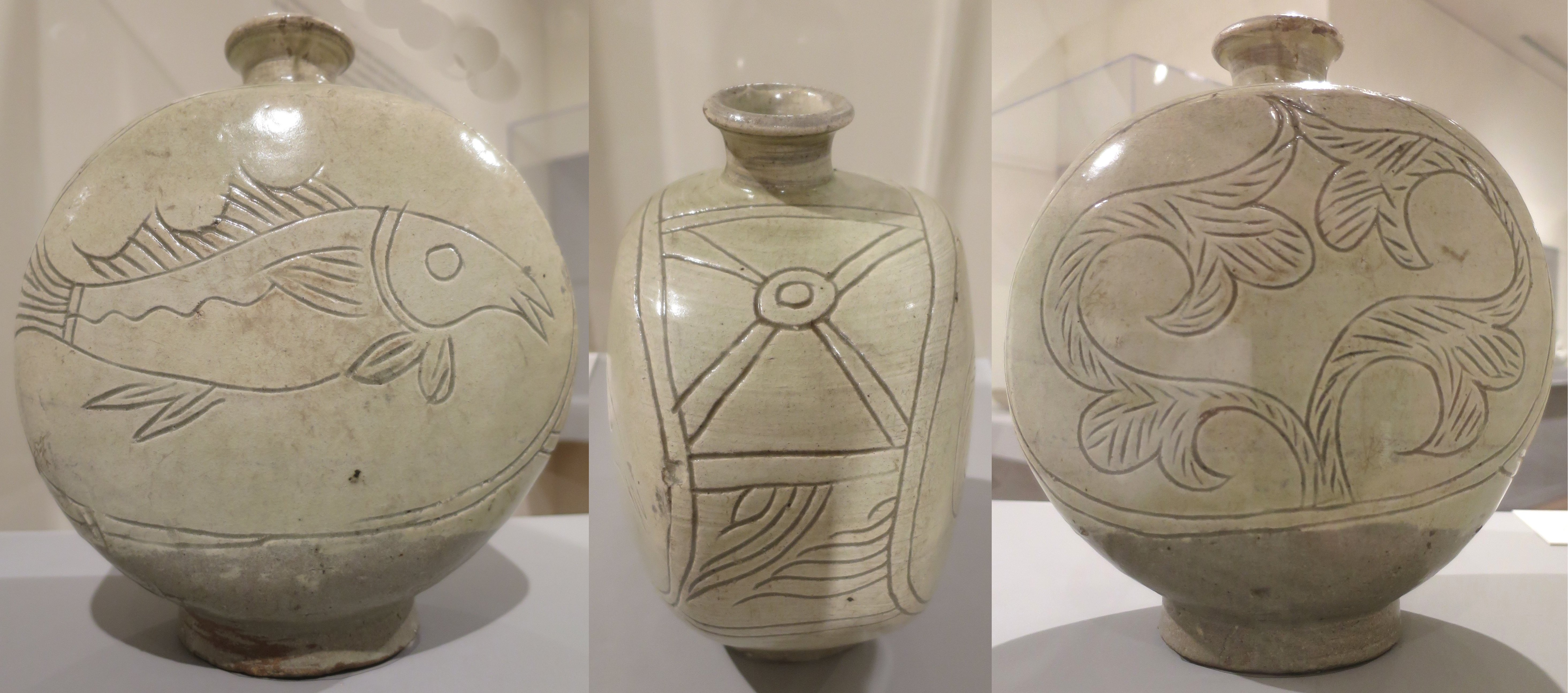
Botella para vino., dinastía Joseon, con esmalte celadón y engobe blanco.

El color azul-verde del celadón proviene de una pequeña cantidad de óxido de hierro en estado ferroso incluido en el esmalte durante la cocción de reducción (con un consumo limitado de oxígeno). Una cocción oxidante (con una mayor toma de aire) convierte el hierro ferroso en férrico (idéntica al contenido en el óxido) y consigue un esmalte de color amarillo pardusco. A veces, durante el enfriamiento, el horno se re-oxigena, y algunas piezas presentan ambos colores..
Los alfareros de la dinastía Goryeo utilizaron en la incrustación de la decoración engobe negro o blanco, depositado en las incisiones hechas en la arcilla húmeda y cuyo excedente se limpiaba. Esta técnica da un efecto similar al de la taracea. El esmalte rojo se obtiene gracias a un óxido de cobre. Durante la dinastía Joseon apareció un esmalte gris ceniza.
Las cerámicas celadón son por lo general monocromas, a veces sin ornamentación, aunque a menudo están decoradas con motivos simples y finamente destacados con relieve. La grulla, que es el ave símbolo de la longevidad y la felicidad, se encuentra con gran frecuencia en las porcelanas de celadón coreanas.